# عسكر موسينوف
عسكر أحمد وليّ موسينوف (بالقازاقية: Асқар Ахметұлы Мусинов من مواليد 11 أبريل 1961) هو دبلوماسي كازاخستاني شغل منصب المدير العام للمنظمة الإسلامية للأمن الغذائي.

## سيرة شخصية
تخرج من جامعة سانت بطرسبرغ الحكومية، وحصل على شهادة في الدراسات الشرقية وفقه اللغة في عام 1984. بعد التخرج، بدأ حياته المهنية كمترجم عسكري في ليبيا (1984-1987). ومن عام 1987 إلى عام 1991 شغل منصب السكرتير الثاني ثم السكرتير الأول لوزارة خارجية جمهورية كازاخستان الاشتراكية السوفياتية. ومن عام 1991 إلى عام 1992 عمل سكرتيرًا ثانيًا لسفارة الاتحاد الروسي في المملكة العربية السعودية.
بعد أن شغل العديد من المناصب العليا في مكتب الرئيس ووزارة الخارجية في كازاخستان بين عامي 1993 و1997، عمل رئيسًا لبروتوكول رئيس كازاخستان في الفترة من 1997 إلى 1999، ثم شغل منصب سفير كازاخستان في مصر (1999-2002) والمملكة العربية السعودية (2002-2006). ومن عام 2006 إلى عام 2013 شغل منصب سفير كازاخستان لدى الإمارات العربية المتحدة والبحرين والكويت وعمان وقطر وجنوب إفريقيا. وفي يونيو 2013، عُيِّن أمينًا تنفيذيًا لوزارة الخارجية، ثم في يوليو 2014 نائبًا لوزير الخارجية.
شغل منذ عام 2016 منصب رئيس وحدة السلام وحل النزاعات في الأمانة العامة لمنظمة التعاون الإسلامي. وفي 5 مايو 2018، في الدورة الخامسة والأربعين لمجلس وزراء خارجية منظمة التعاون الإسلامي في دكا، انتُخب أمينًا عامًا مساعدًا لمنظمة التعاون الإسلامي للعلوم والتكنولوجيا. وبموجب قرار الجمعية العامة السادسة للمنظمة الإسلامية للأمن الغذائي، المنعقدة في الدوحة في 3 أكتوبر 2023، انتُخب مديرًا عامًا للمنظمة اعتبارًا من 1 يناير 2024.